# Appenzeller (rasa kury)

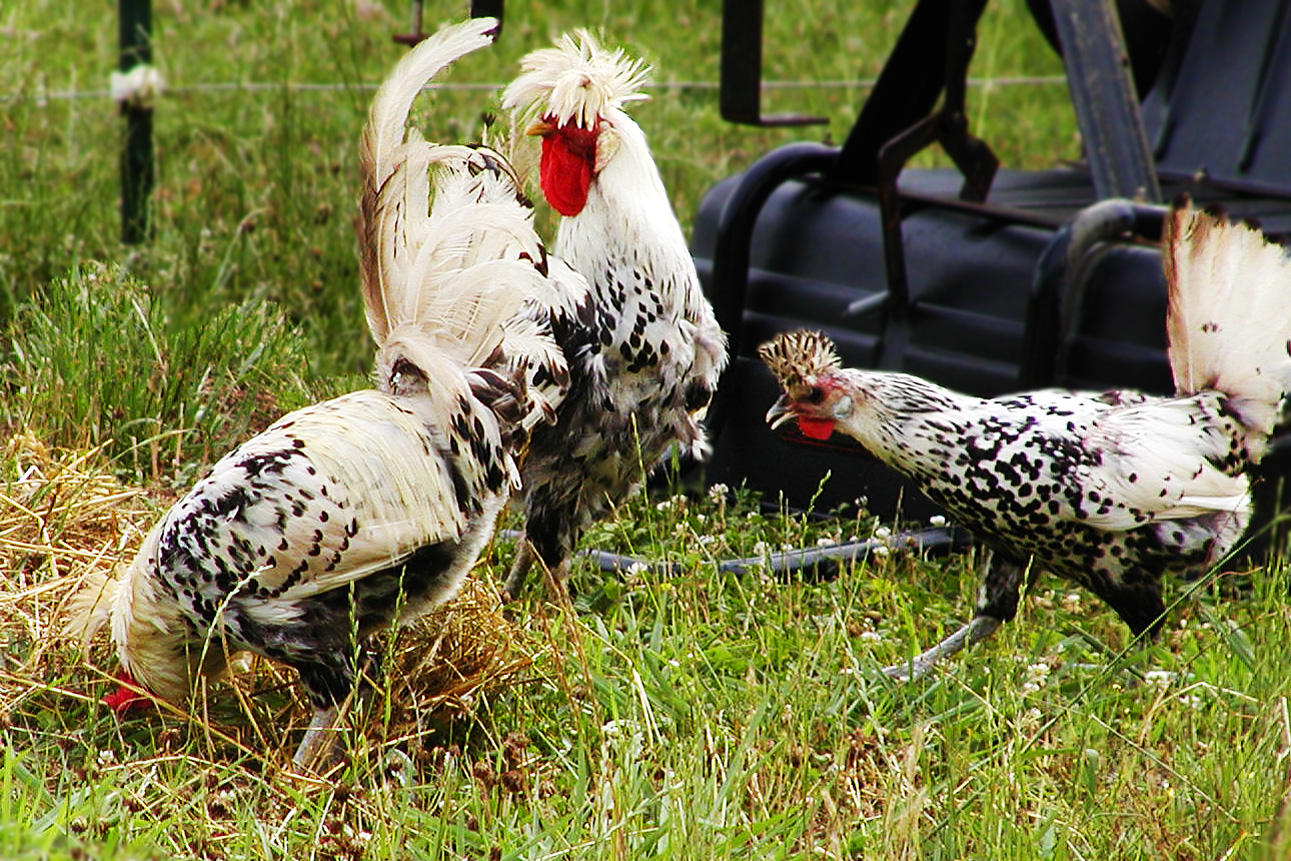

Appenzeller – kura czubata.

## Pochodzenie
Rasa wyhodowana w szwajcarskim kantonie Appenzeller ze starych odmian czubatek (prawdopodobnie z brabantów i kur pawłowskich). W Niemczech trwała późniejsza hodowla, w 1953 r. powstał związek rzadkich ras kur, do której został zaliczony appenzeller. Kury te hodowano na bardzo wysokich terenach otwartych w górach.

## Opis cech

### Wygląd
Głowa nie należy do dużych, jej wielkość jest średnia, ma charakterystyczny czub pokryty piórami nastroszonymi w kierunku przodu, widoczny jest także wyrostek. Grzebień z wyglądu przypomina zaokrąglone rogi, które rozchylają się w gorę. Skrzydła są umiejscowione dość wysoko, bardzo dobrze przylegają do tułowia kur. 
Średniej długości nogi, z czterema palcami (pazury kur są barwy jasnej). Skoki charakteryzują się niebieskim odcieniem.
Pierś wyraźnie zaokrąglona, pełna, wydatna. Brzuch jest dobrze rozwinięty, pełny. Dzwonki są dość duże, koloru czerwonego w przeciwieństwie do zausznic które są koloru białego.
Policzki mają kolor jasnoczerwony. Oczy są bardzo ciemne, wręcz czarne. Kura ta jest gęsto upierzona.

### Waga
| Kogut        | Kura         |
| ------------ | ------------ |
| 1,5 - 1,8 kg | 1,2 - 1,5 kg |

### [1]Odmiany barwne
- Czarna
- Niebieska
- Srebrna nakrapiana
- Złota nakrapiana
- Żółta nakrapiana

### Zastosowanie
Rasa hodowana w celach ozdobnych.

### Jaja
Masa jaja: 55 g, Skorupka koloru białego.